# Saison 3 de Hannah Montana
Chronologie
Saison 2 Saison 4 : Hannah Montana Forever
Cet article présente le guide des épisodes de la troisième saison de la série télévisée Hannah Montana.

## Épisode 1:L'Homme de mes rêves
- États-Unis : 2 novembre 2008

- États-Unis : 5,5 millions de téléspectateurs[1] (première diffusion)

- Terry Rhoads (Mack)
- Leigh-Allyn Baker (Mickey)

- Let's Get Crazy
- Nobody's Perfect
- True Friend
- We Got the Party
- Supergirl

## Épisode 2:Le Permis de conduire
4.9
- États-Unis : 9 novembre 2008

- États-Unis : 4,9 millions de téléspectateurs[2] (première diffusion)

- Shanica Knowles (Amber Addison)
- Anna Maria Perez de Tagle (Ashley Dewitt)
- Wayne Wilderson (agent Diaria)
- Sydney Park (Kelsey)
- Ernie Grunwald (Ed)
- Nicole Randall Johnson (Lorraine)

- Rockstar, The Best of Both Worlds

## Épisode 3:Le Blues du Dentiste
- États-Unis : 16 novembre 2008

- États-Unis : 4,6 millions de téléspectateurs[3] (première diffusion)

- Shelley Berman (Dentiste Froman)
- Michael McDonald (Chef Duncan Keats)
- Hayley Chase (Joannie Palumbo)
- Angela Malhotra (hygiéniste dentaire)

## Épisode 4:Argent de poche
- États-Unis : 23 novembre 2008

- États-Unis : 4,6 millions de téléspectateurs[4] (première diffusion)

- Claudia Choi (la mère)
- Haley Tju
- Rizwan Manji (Ajay)

- Supergirl

## Épisode 5:La Lettre
- États-Unis : 14 décembre 2008

- États-Unis : 3,8 millions de téléspectateurs[4] (première diffusion)

- Lisa Rinna (Francesca)
- Ryan Pinkston (Connor)
- Peter Allen Vogt (Dontzig)
- Paul Vogt (Donna)

- If We Were a Movie, Let's Get Crazy

## Épisode 6:Marre de cette Hannah là
- États-Unis : 11 janvier 2009

- États-Unis : 3,7 millions de téléspectateurs[5] (première diffusion)

- Ed Begley Jr (le père de Sarah)
- Greg Baker (M. Coreilli)
- Morgan York (Sarah)

## Épisode 7:Je me voyais déjà en haut de l'affiche
- États-Unis : 16 février 2009

- États-Unis : 4,4 millions de téléspectateurs[5] (première diffusion)

- Rob Reiner (lui-même)
- Fred Stoller (Howard Goldwasser)
- Jack Merrill (M. Meadows)
- Lucky Davis (Douggie)

- Let's Make This Last 4Ever (par Mitchel Musso)

## Épisode 8:Pour que tu mentes encore
- États-Unis : 1er mars 2009

- États-Unis : 4,1 millions de téléspectateurs[6] (première diffusion)

- Terry Rhoads (Mack)
- Leigh-Allyn Baker (Mickey)
- Lisa Arch (Liza)
- China Anne McClain (Isabel)
- Roxanne Beckford (Clementine)
- Sierra McCormick (Gillian)
- Alana Gordillo (Maggy)

- Supergirl

## Épisode 9:Mes copains d'abord
- États-Unis : 8 mars 2009
- France : 6 mai 2009

- États-Unis : 4,2 millions de téléspectateurs[7] (première diffusion)

- Carrie Ann Inaba (Tina)
- Philip Anthony-Rodriguez (Shawn Nahnah)
- Hayley Chase (Joannie Palumbo)

- Let's Do This, Supergirl

## Épisode 10:Tu triches ou tu triches pas
4.4
- États-Unis : 15 mars 2009

- États-Unis : 4,4 millions de téléspectateurs[8] (première diffusion)

- Nancy O'Dell (elle-même)
- Mark Hapka (Austin Rain)
- John Bagger (Jeff, un ami de Jackson)
- Moises Arias (Mateo,  le frère de Rico)

- Us Isn't Us Without You, Supergirl

## Épisode 11:J'ai la tête qui flanche
- États-Unis : 22 mars 2009

- États-Unis : 4,5 millions de téléspectateurs[9] (première diffusion)

- Michelle DeFraites (Barbie)
- Chris Zylka (Gabe)
- Caméo :  Moises Arias (Rico Suave/Augus,  le cousin australien de Rico)

- Ice Cream Freeze

## Épisode 12:Notre mauvaise réputation
- États-Unis : 29 mars 2009

- États-Unis : 3,4 millions de téléspectateurs[10] (première diffusion)

- Vicki Lawrence (Mamoune Ruthie)
- Steve Vinovich (Principal Weebie)

## Épisode 13:Toi + Moi + Hannah
- États-Unis : 19 avril 2009
- France : 3 juin 2009

- États-Unis : 4,8 millions de téléspectateurs[11] (première diffusion)

- Cheryl Hines (Catherine York)
- Teo Olivares (Max)

## Épisode 14:Ça va pas être possible...
- États-Unis : 3 mai 2009

- États-Unis : 4,5 millions de téléspectateurs[12] (première diffusion)

- Nate Hartley (Aaron)
- David Archuleta (lui-même)
- Susan Rittan (Grand-mère d'Aaron)
- Chris Zylka (Gabe)

- I Wanna Know You (avec David Archuleta)

## Épisode 15:Relou y-es tu?
- États-Unis : 17 mai 2009

- États-Unis : 3,4 millions de téléspectateurs[13] (première diffusion)

- Romi Dames (Traci Van Horn)
- Teo Olivares (Max)
- Simon Curtis (Tim)
- Phil Daddario (Ralphy ou Ralphie)
- Diego Torres (Adam)

## Épisode 16:Y'a du mariage dans l'air
- États-Unis : 7 juin 2009

- États-Unis : 4,1 millions de téléspectateurs[14] (première diffusion)

- Romi Dames (Traci Van Horn)
- Cody Linley (Jake Ryan)
- Katerina Graham (Allison)
- Michael Cornacchia (Cupidon)
- Genevieve Hannelius (Tiffany)

- Let's Do This

## Épisode 17:Radio gogo
- États-Unis : 14 juin 2009

- États-Unis : 3,5 millions de téléspectateurs[15] (première diffusion)

- Ernie D (DJ dans Radio Disney)
- Gary Green
- Jeff Clarke

- Let's Do This
- Supergirl

## Épisode 18:Ça pourrait bien être le bon
- États-Unis : 5 juillet 2009

- États-Unis : 7,9 millions de téléspectateurs[16] (première diffusion)

- Cody Linley (Jake Ryan)
- Drew Roy (Jesse)
- Brooke Shields (Susan Stewart)
- Malese Jow (Rachel)

- Let's Do This
- The Best of Both Worlds
- He Could Be the One
- Don't Wanna Be Torn

## Épisode 19:Hisse et Ho!
- États-Unis : 17 juillet 2009

- États-Unis : 9,3 millions de téléspectateurs[17] (première diffusion)

- Cody Linley (Jake Ryan)
- Dylan Sprouse (Zack Martin)
- Cole Sprouse (Cody Martin)
- Brenda Song (London Tipton)
- Debby Ryan (Bailey Pickett)
- Phill Lewis (Mario Moseby) dans La Vie de croisière de Zack Cody.

- It's All Right Here

## Épisode 20:Je t'aime, toi non plus
- États-Unis : 26 juillet 2009

- États-Unis : 3,9 millions de téléspectateurs[18] (première diffusion)

- Nobody's Perfect

## Épisode 21:Mon frère
- États-Unis : 9 août 2009

- États-Unis : 3,3 millions de téléspectateurs[19] (première diffusion)

- Romi Dames (Traci Van Horn)
- Diego Torres (Adam)

## Épisode 22:Perdue sans toi
- États-Unis : 26 août 2009

- États-Unis : 4,0 millions de téléspectateurs[20] (première diffusion)

- Vicki Lawrence (Mammaw Ruthie)
- Troy Evans (Jerry)
- Jules Wiliams (Buster)

## Épisode 23:Je ne vous apporterai pas de bonbon
- États-Unis : 20 septembre 2009

- États-Unis : 5,0 millions de téléspectateurs[21] (première diffusion)

- Rebecca Creskoff (infirmière)
- Shanica Knowles (Amber Addison)
- Anna Maria Perez de Tagle (Ashley Dewitt)
- Romi Dames (Traci Van Horn)

## Épisode 24:Ne me quitte pas Oliver
- États-Unis : 18 octobre 2009

- États-Unis : 5,7 millions de téléspectateurs[24] (première diffusion)

- Charles Shaughnessy (Byron)
- John Henton (Andy)
- Kara Dioguardi (elle-même)

- Rockstar
- Let's Get Crazy
- Let's Do This
- Welcome to Hollywood (par Mitchel Musso)

## Épisode 25:Parole, parole
- États-Unis : 8 novembre 2009

- États-Unis : 4,2 millions de téléspectateurs[19] (première diffusion)

- Mary Sheer (Norma)
- Eddie Diaz (Nester)
- Dana Daurey (Veronica)
- Clint Clup (Dewey)

## Épisode 26:La Doubleuse de diamant
- États-Unis : 6 décembre 2009

- États-Unis : 3,9 millions de téléspectateurs[19] (première diffusion)

- P.J Byrne (Baz. B Berkley)
- Lucas Cruikshank (Kyle McIntyre)
- Kelli Goss (Chelsea)
- Steve Vinovich (Principal Weebie)

## Épisode 27:Lilly dépasse les limites
- États-Unis : 10 janvier 2010

- États-Unis : 3,9 millions de téléspectateurs[26] (première diffusion)

- Lee Reherman (Chel)
- Sterling Sulieman (Dwight)

## Épisode 28:Viens chez moi j'habite chez Hannah Montana
- États-Unis : 21 février 2010
- France : 16 décembre 2009

- États-Unis : 4,5 millions de téléspectateurs[27] (première diffusion)

- Jon Cryer (Kenneth Truscott,  le père de Lilly)

## Épisode 29:Ce n'est qu'un au revoir(partie 1/2)
- États-Unis : 7 mars 2010
- France : 14 avril 2010

- États-Unis : 7,0 millions de téléspectateurs[28] (première diffusion)

- David Koechner (Oncle Earl)

- Every Part of Me

## Épisode 30:Ce n'est qu'un au revoir(partie 2/2)
- États-Unis : 14 mars 2010
- France : 14 avril 2010

- États-Unis : 7,0 millions de téléspectateurs[28] (première diffusion)

- Jesse John Head (Trent Stone)

- Mixed Up